# 11229 Brookebowers
11229 Brookebowers eller 1999 JX52 är en asteroid i huvudbältet som upptäcktes den 10 maj 1999 av LINEAR i Socorro County, New Mexico. Den är uppkallad efter Brooke Nacole Bowers.
Asteroiden har en diameter på ungefär 4 kilometer.